# Дамбро
Дамбро (фр. Dambron) насеље је и општина у централној Француској у региону Центар (регион), у департману Ер и Лоар која припада префектури Шатоден.
По подацима из 2011. године у општини је живело 89 становника, а густина насељености је износила 7,42 становника/km². Општина се простире на површини од 11,99 km². Налази се на средњој надморској висини од 150 метара (максималној 130 m, а минималној 119 m).

## Демографија
| 1962. | 1968. | 1975. | 1982. | 1990. | 1999. | 2011. |
| ----- | ----- | ----- | ----- | ----- | ----- | ----- |
| 105   | 136   | 104   | 111   | 104   | 104   | 89    |

График промене броја становника у току последњих година